# Université de Bohême du Sud
L'université de Bohême du Sud (en tchèque : Jihočeská univerzita v Českých Budějovicích, abrégé en JU ČB, en latin (nom officiel) : Universitas Bohemiae Meridionalis) est fondée en 1991 à České Budějovice. 
Elle abrite une faculté d'agronomie, de biologie, d'économie et de pédagogie.